# James Caird (Schiff)
Die James Caird war eines der drei Beiboote der Endurance, des Expeditionsschiffs von Ernest Shackleton während seiner Endurance-Expedition (1914–1917). Ursprünglich als Walfangboot gebaut, wurde es auf den Namen eines der Hauptsponsoren der Expedition, des schottischen Unternehmers James Key Caird (1837–1916), umgetauft. Mit der James Caird unternahmen Shackleton, Frank Worsley und vier weitere Expeditionsteilnehmer die wagemutige Rettungsfahrt von Elephant Island nach Südgeorgien.

Route der James Caird von Elephant Island nach Südgeorgien

Die James Caird war ein robustes, zweimastiges Boot mit einer Länge von 7,50 Meter und einer Breite von zwei Metern. Vollbeladen hatte dieses Boot nur noch einen Freibord von 60 cm. Als Antrieb dienten vier Riemen sowie eine Besegelung aus  Besan-,  Groß- und Focksegel.

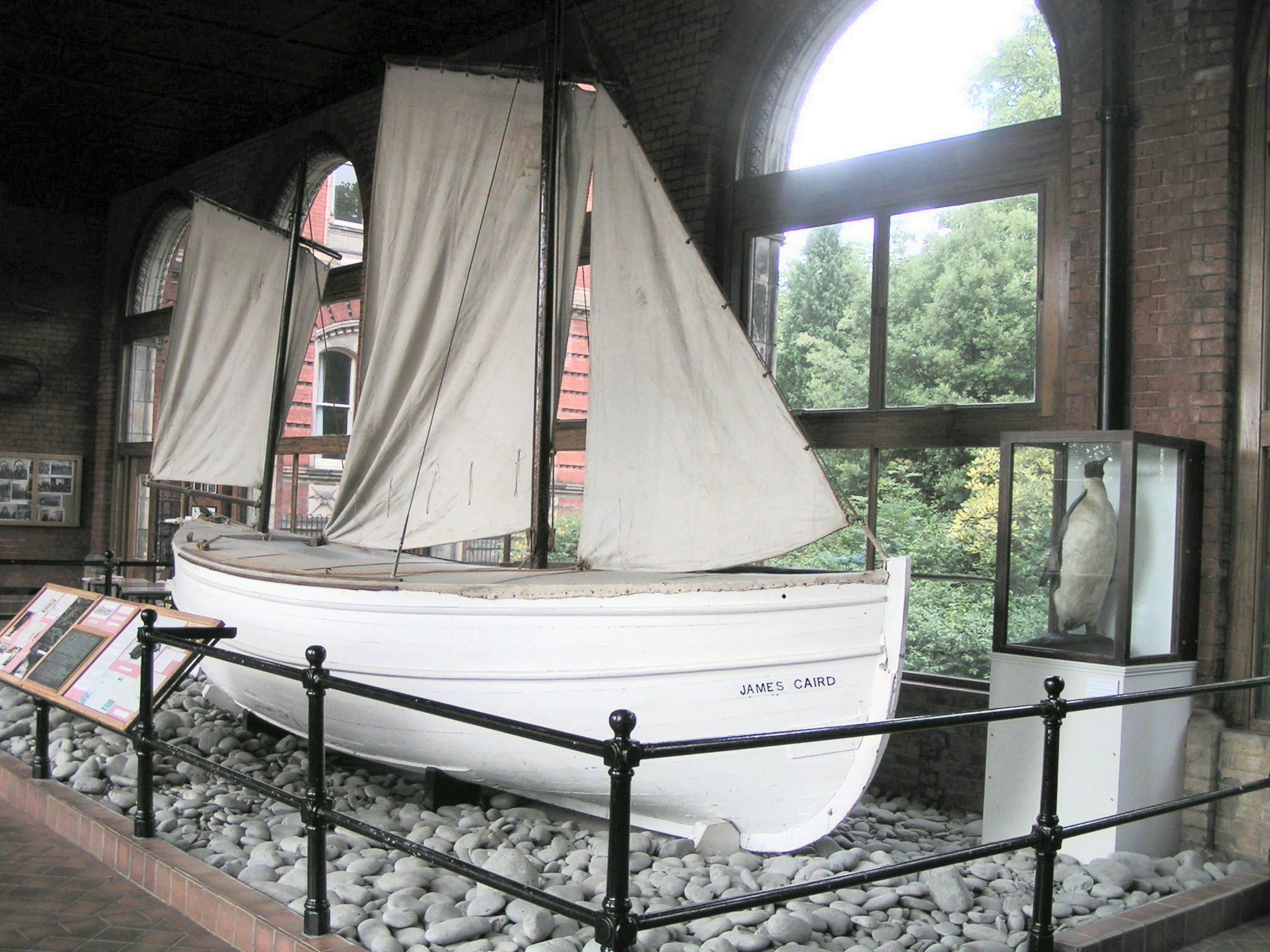
Die James Caird, ausgestellt im Dulwich College, London

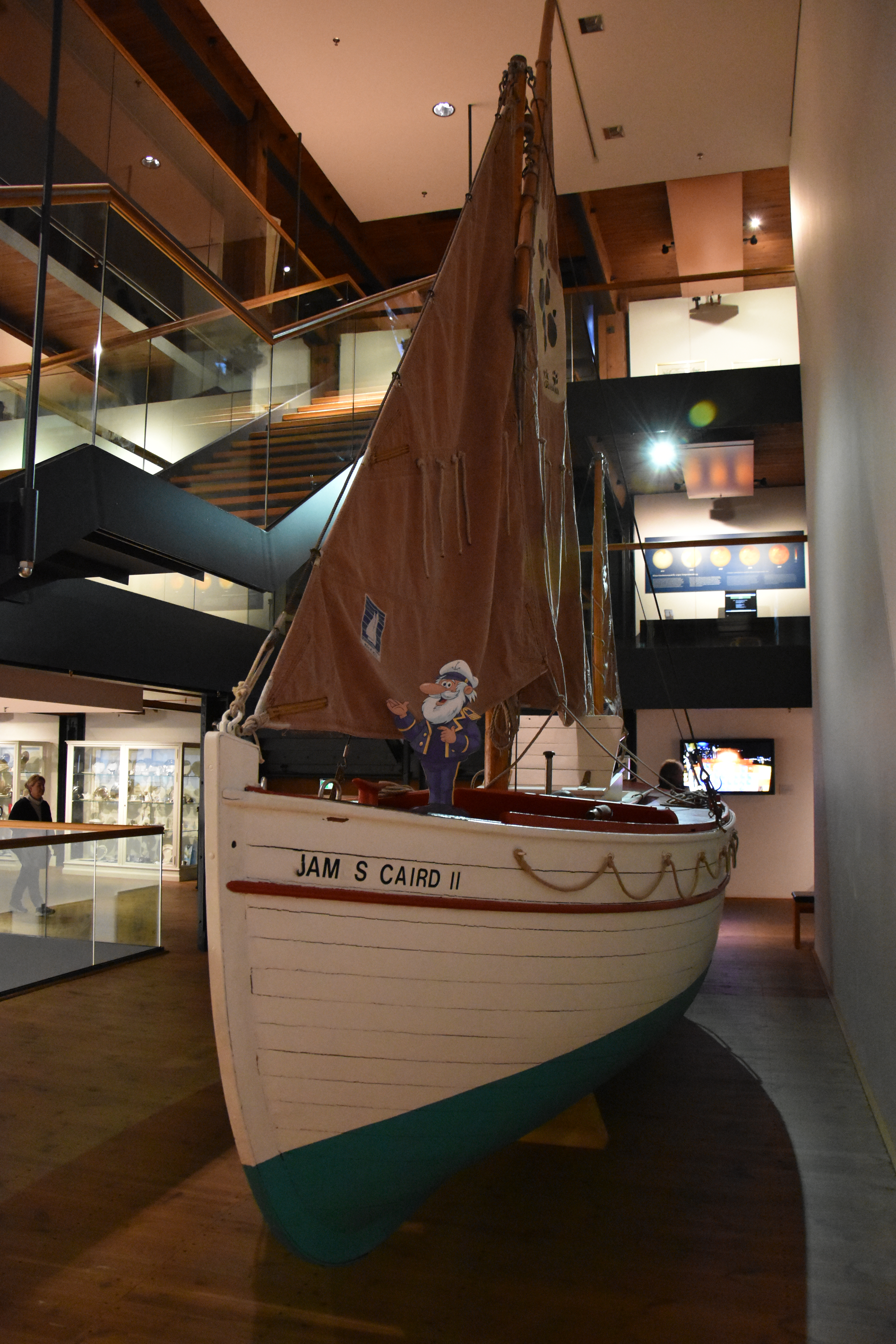
Original der James Caird II

Als die Endurance im Herbst 1915 von den Eismassen des Weddell-Meeres zerdrückt wurde, rettete sich die Besatzung mit drei Beibooten auf das Packeis, mit dem sie über lange Monate nach Nordwesten driftete. Am 15. April 1916 landeten sie nach einer fünftägigen Fahrt durch die treibenden Packeisschollen mit diesen drei Booten auf Elephant Island. Da die Chancen einer zufälligen Rettung sehr gering waren, entschloss sich Shackleton gemeinsam mit dem Kapitän der Endurance, Frank Worsley, und vier weiteren Leuten in dem stärksten ihrer Beiboote, der James Caird, nach dem 800 Seemeilen (circa 1500 km) entfernten Südgeorgien zu segeln. Diese Reise und insbesondere die erfolgreiche Navigation durch Worsley trotz ungünstiger Bedingungen gilt als eine der größten seemännischen Leistungen des 20. Jahrhunderts.
Die James Caird ist bis zum heutigen Tag erhalten geblieben. Sie befindet sich im Besitz des Dulwich College in London, wo der junge Ernest Shackleton unterrichtet worden ist. Das Boot ist der Öffentlichkeit zugänglich und kann im College besichtigt werden, wenn es sich nicht auf anderweitigen Ausstellungen befindet.

## Nachbau – James Caird II
Im Jahr 2000 unternahm Arved Fuchs mit einem detailgetreuen Nachbau von Shackletons Rettungsboot, der James Caird II, seine Expedition „Shackleton 2000“, in deren Verlauf er die Reise Shackletons nachvollzog. Das Schiff befindet sich heute im Internationalen Maritimen Museum Hamburg und kann dort besichtigt werden.